# Husan som inte visste sin plats
Husan som inte visste sin plats är en amerikansk komedifilm från 1946 i regi av Ernst Lubitsch. Filmen bygger på en bok av Margery Sharp.

## Handling
Den levnadsglada hobbyrörmokaren Cluny Brown blir av sin farbror skickad för att arbeta som tjänare på ett stelt engelskt gods. Väl där träffar hon den charmige tjecken Adam Belinski. Men på det konservativa godset uppskattas inte Clunys intresse för rörmokeri.

## Rollista
- Charles Boyer - Adam Belinski
- Jennifer Jones - Cluny Brown
- Peter Lawford - Andrew Carmel
- Helen Walker - Betty Cream
- Reginald Gardiner - Hilary Ames
- Reginald Owen - Sir Henry Carmel
- C. Aubrey Smith - överste Charles Duff Graham
- Richard Haydn - Jonathan W. Wilson
- Margaret Bannerman - Lady Alice Carmel
- Sara Allgood - Mrs. Maile
- Ernest Cossart - Syrette
- Florence Bates - den äldre förmögne änkan
- Una O'Connor - Mrs. Wilson